# Arrondissement di Digione
L'arrondissement di Digione è un arrondissement dipartimentale della Francia situato nel dipartimento della Côte-d'Or, appartenente alla regione della Borgogna-Franca Contea.

## Composizione
L'arrondissement è composto da 259 comuni raggruppati in 21 cantoni:
- cantone di Auxonne
- cantone di Chenôve
- cantoni di Digione, da 1 a 8
- cantone di Fontaine-Française
- cantone di Fontaine-lès-Dijon
- cantone di Genlis
- cantone di Gevrey-Chambertin
- cantone di Grancey-le-Château-Neuvelle
- cantone di Is-sur-Tille
- cantone di Mirebeau-sur-Bèze
- cantone di Pontailler-sur-Saône
- cantone di Saint-Seine-l'Abbaye
- cantone di Selongey
- cantone di Sombernon